# Tommy Olivencia
Ángel Tomás Olivencia Pagán (San Juan, 15 de mayo de 1938-San Juan, 22 de septiembre de 2006), popularmente conocido como Tommy Olivencia, fue un celebrado músico, compositor y director puertorriqueño de orquesta de música tropical. Durante sus tres décadas y medias de existencia, la orquesta de Olivencia ha sido incubadora para varios cantantes de salsa, incluyendo a Marvin Santiago, Paquito Guzmán, Lalo Rodríguez, Gilberto Santa Rosa, Frankie Ruiz, Simón Pérez, Héctor Tricoche, Max Torres y Ramón Luis «Chamaco» Ramírez.
Su ritmo quedará grabado inmemorablemente en el corazón de todos a quienes la salsa les mueve el sabor latino. Su discografía incluyó los mejores ritmos que aún después de cuatro décadas se mantienen intactos en el patrimonio musical de los latinos.

## Biografía
Su orquesta era conocida entre las voces como La Escuelita porque fue un laboratorio de excelentes cantantes como Paquito Guzmán, Chamaco Ramírez, Sammy El Rolo González, Simón Pérez, Lalo Rodríguez, Marvin Santiago, Gilberto Santa Rosa, Héctor Tricoche, Viti Ruiz, Paquito Acosta, Frankie Ruiz y Mel Martínez.

### Primeros años
En sus más de 40 años de trayectoria musical, grabó 22 discos de larga duración, en los que figuraron éxitos como 'Trucutú', 'Verdad amarga', 'Lo dudo', 'El muerto se fue de rumba', 'Planté bandera', entre otros.
Tommy Olivencia comenzó como Músico a los 16 años, pero prefirió el rol de trompetista y director de orquesta. Comenzó a dirigir cuando contaba con 22 años de edad. El favorece una línea frontal de trompetas y trombones y utilizó una combinación de 4 trompetas y dos trombones en la mayoría de sus producciones desde 1974. Tommy sacó su más temprana producción en su propio sello (Tioly). Firmó con Inca Records y estuvo con ellos hasta 1978. Cambio a TH (Top Hits) Records (ahora TH-Rodven) y sacó ocho discos en el sello entre 1978 y 1988. En 1990, la orquesta de Olivencia fue una de las populares orquestas de salsa de Puerto Rico acogidas por el sello Capitol/Emi Latin. Debutó con ellos al año siguiente. 
Los vocalistas iniciales en la orquesta de Olivencia incluían a Chamaco Ramírez y Paquito Guzmán (exmiembro de la orquesta de Joe Quijano). La última grabación de Ramírez con Tommy fue en el 1975 con Planté Bandera. La adicción a drogas destruyó su salud y poco después murió luego de la salida de "Alive and Kicking" como solista, que contenía material que su productor y arreglista, Javier Vázquez había preparado originalmente para Ismael Rivera. 
Fuera de las producciones de 1975 y 1976, Guzmán fue co-cantante en seis de los álbumes editados entre 1972 y 1979. Durante el mismo periodo, Guzmán sacó varios álbumes como solista para Inca Records, incluyendo Paquito Guzmán (1972), Escucha Mi Canción (1975), Mintiendo Se Gana Más (1977) y una compilación llamada Peligro en 1980. Firmó como solista con TH Records y luego de la salida de El Caballero de la Salsa (1983) y Paquito Guzmán Con Trio (1985), se convirtió en uno de los primeros artistas en grabar la llamada salsa romántica en su mayor hit Las Mejores Baladas En Salsa (1986). La llamada Salsa Sexy levantó la carrera del cantante y continuó con Tu Amante Romántico(1987) y Aquí Conmigo (1989). En 1990 Guzmán se fue con Capitol/EMI Latin con más de lo mismo con El Mismo Romántico. Guzmán también grabó con la Puerto Rico All-Stars en los 70 y ha contribuido en el coro extensamente con muchísimas orquestas.
Para finales de 1968, Chamaco Ramírez se ausenta temporalmente de la agrupación lo que permitió la incorporación del "Rolo" Sammy González quien formó dupla con Guzmán para las producciones "A toda máquina", "Cueros.. Salsa y Sentimiento" y "Secuestro". Para 1974 se lanzó "Juntos de Nuevo" con los arreglos de Jorge Millet, Máximo Torres, Luís Nieves y Bobby Valentín; el regreso de Chamaco Ramírez, en compañía de las voces Paquito Guzmán y Sammy González; con el sello Inca. En el mismo aparece entre los músicos Ender Dueño en los timbales y Elisa López en la Trompeta. Este trabajo musical fue producido por Ray Barreto, quien también colabora en el popular álbum "Planté Bandera" donde se destacó el tema del mismo nombre y el eterno éxito Trucutú.
En 1974, se despide Sammy González debido a su poca participación, se incorporó al Apollo Sound de Roberto Roena donde debutó y figuró con el tema "Cui-Cui" un arreglo musical del tema "Manantial del Alma" de la autoría del cantante y compositor colombiano Calixto de Jesús Ochoa Ocampo, cofundador de los Corraleros de Majagual.

### Problemas con la Ley
Olivencia y su Hijo fueron encarcelados en 1991 por intentar vender un kilo de droga a un Agente encubierto federal. Cumplió 5 años de encarcelamiento en una prisión en Florida y fue liberado en 1996.

### Últimos años
En 1998, se realizó el trabajo musical “Vive la Leyenda” bajo la producción del reconocido trompetista Luis “Perico” Ortiz, para el año 2000 se celebra el cuadragésimo aniversario de la orquesta de Tommy Olivencia en el Anfiteatro Tito Puente de la ciudad de San Juan, en donde participaron ex-cantantes, colegas y compañeros músicos durante la carrera de Olivencia. El 15 de mayo de 2004 se realiza un evento con motivo del sesenta y seis aniversario del nacimiento de Tommy Olivencia y el aniversario número cuarenta y cinco de su orquesta, dicho evento duró aproximadamente cuatro horas y se celebró en el Coliseo Rubén Rodríguez de Bayamón con la presencia de reconocidos cantantes como: Gilberto Santa Rosa, Osvaldo Díaz, Simón Pérez, Marvin Santiago y Lalo Rodríguez.
Para 2006 y a la edad de 68 años, el trompetista y líder de la orquesta "La Primerísima", sufrió un desmayo en su residencia de Isla Verde, Carolina (una ciudad 16 kilómetros al oriente de la capital puertorriqueña). Tommy Olivencia, quien padecía de una enfermedad renal, fue trasladado en ambulancia a un centro de salud cercano a su apartamento. Finalmente falleció el viernes 23 de septiembre de 2006 en San Juan, Puerto Rico. Padre biológico de Angel L Olivencia M. Francés Olivencia R, Angel T. OlivenciaJr R, Tammy Olivencia y Norangely Olivencia Casillas.

## Voces
"Chamaco" Ramírez +
Paquito Guzmán +
Sammy "El Rolo" González
Simón Pérez
Carlos Alexis
Lalo Rodríguez +
Héctor Tricoche +
Marvin Santiago +
Frankie Ruíz +
Gilberto Santa Rosa
Paquito Acosta
Héctor "Pichie" Pérez
Viti Ruiz
Mel Martínez
Max Torres

## Discografía
| Serie                 | Título                                             | Año  | Lista de canciones |
| INCA 1001             | La Nueva Sensación Musical de Puerto Rico          | 1965 | 1. Sabroso 2. Este Rencor 3. Adiós 4. Oye Mi Consejo 5. Mi Puerto Rico 6. Como Te Canto Yo 7. Trucutú 8. Este Guaguancó 9. La Vecinita del Lado 10. Casabe con Longaniza 11. La Comay |
| INCA 1002             | Jala-Jala y Guaguancó                              | 1966 | 1. Calypso y Jala-Jala 2. Pepe el Toro 3. Tus Mejores Horas 4. At the Party 5. Tremendo Guaguancó 6. Bomba del Solar 7. El Títere 8. No Molestes Más 9. ¿Por Qué Te Vas? 10. Mi Boogacha 11. Guadalupe |
| INCA 1003             | Fire-Fire / Fuego-Fuego                            | 1967 | 1. Fire Fire in the Wire Wire 2. Historia de un Condenado 3. Mi Desgracia 4. Soy Dichoso 5. Verdad Amarga 6. El Payaso de Kako 7. Borra Mi Nombre 8. El Perro Chu 9. Cumbele Maina 10. A Toda Mi Gente |
| INCA 1011             | A Toda Máquina..!                                  | 1968 | 1. Homenaje a los Calvos 2. Eso No Puede Ser 3. Guajira y Montuno 4. Sin Compromiso 5. Tú No Haces Falta 6. Como Cambia el Tiempo 7. Juré 8. La Banda de Tommy 9. La Soga 10. La China |
| INCA 1018             | Cueros, Salsa y Sentimiento                        | 1971 | 1. Debate 2. Vida Consentida 3. Me Parezco a Ti 4. Pecador 5. Cuero Na' Ma' 6. Los Cabezones 7. Alma con Alma 8. De Noche y de Día 9. Amigo Infiel 10. La Gente Donde Yo Vivo |
| INCA 1026             | Secuestro                                          | 1972 | 1. La Ramera 2. Una Orquídea Para Ti 3. El Espejo Traicionero 4. Me Voy Contigo 5. Mondongo a Go-Go 6. La Fiesta de Soneros 7. Psicología 8. El Sexteto Quita y Pone 9. Basura 10. El Nacimiento de un Guaguancó |
| INCA 1035             | Juntos de Nuevo                                    | 1974 | 1. Doreto 2. El Son Cubano 3. Yo Quiero Darte un Nombre 4. Pa' Lante Otra Vez 5. Los Provincianos 6. Que Hipócrita Somos 7. Que Viva la Paz 8. Un Poco Más |
| INCA 1042             | Planté Bandera                                     | 1975 | 1. Planté Bandera 2. Casimira 3. Como Novela de Amor 4. A la Yumbae 5. Si Estás Herido 6. Evelio y la Rumba 7. El Amor 8. A Mi Pai Changó 9. Trucutú |
| INCA 1046             | Lo Mejor de Tommy Olivencia                        | 1975 | 1. Sin Compromiso 2. Trucutú 3. Verdad Amarga 4. Debate 5. Tus Mejores Horas 6. Historia de un Condenado 7. Fire Fire in the Wire Wire 8. Pecador 9. No Molestes Más 10. Este Rencor 11. El Títere |
| INCA 1050             | Introducing: Lalo Rodríguez & Simón Pérez          | 1976 | 1. Evelio Parte II 2. Montuno Sabroso 3. Hoy No Me Recuerdas 4. Buena Suerte 5. Push-Push 6. 42nd St. Mambo 7. No Has de Verme Llorar 8. Merensalsa 9. Vengo del Monte |
| INCA 1055             | El Negro Chombo                                    | 1977 | 1. El Negro Chombo 2. Vélala 3. Que Importa Donde 4. Yolanda 5. Aun No Es Tiempo 6. De Que Te Vale 7. Elige 8. Madame Chu-Chu |
| INCA 1061             | La Primerísima                                     | 1978 | 1. Bambolea 2. El Preso 3. Este Amor de los Dos 4. María la Belicosa 5. La Rumba Sin Evelio 6. Flores Para Mis Enemigos 7. Me Estoy Imaginando 8. St. Thomas |
| INCA 1068             | La Fiesta de Soneros                               | 1978 | 1. Aún No Es Tiempo 2. El Son Cubano 3. A la Yumbae 4. Vengo del Monte 5. Pa' Lante Otra Vez 6. La Fiesta de Soneros 7. El Negro Chombo 8. Planté Bandera |
| TH 2038               | Sweat Trumpet Hot "Salsa"                          | 1978 | 1. Atrevida 2. Que Dichoso Es 3. Amigo 4. Tres Perlas 5. Una Canción 6. La Pela 7. Que Feo el Pichón 8. Del Montón 9. Homenaje a Rafael Hernández |
| TH 2077               | Tommy Olivencia & His Orchestra                    | 1979 | 1. Como Sube la Gasolina 2. Mosaico Boleros 3. Pepe Esqueleto 4. Pa'l Campo Me Voy 5. Aunque Te Cases de Blanco 6. Con un Marinero 7. Vuélvete a Mí 8. Rumba a los Santos |
| TH 2171               | Un Triángulo de Triunfo                            | 1981 | 1. Luna Lunera 2. Misteriosa Mujer 3. Fantasía de un Carpintero 4. Los Golpes Enseñan 5. Primero Fui Yo 6. La Suplicante 7. Cosas Nativas 8. Mujeres Como Tú |
| TH 2222               | Cantan: Frankie Ruiz y Carlos Alexis               | 1983 | 1. Como Una Estrella 2. No Que No 3. Engañada 4. Te Vi 5. Cómo lo Hacen 6. Que Me Dices 7. Amargo Recuerdo 8. Anita Tun-Tun |
| TH 2296               | Celebrando Otro Aniversario                        | 1985 | 1. Lo Dudo 2. Pancuco 3. Aha-Uhum 4. Te Estoy Estudiando 5. Aléjate de Mí 6. Miriam 7. Patsy 8. Juana la Jicotea |
| TH 2386               | Ayer, Hoy, Mañana y Siempre                        | 1986 | 1. Por Ella 2. Fiesta de Besos 3. Periquito Pin Pin 4. Yo Si Vivo Bien 5. El del Tabacón 6. Dícelo a Él 7. Chiki-Chiki 8. Con Mi Música a Otro Lado 9. Y Dice Ese Maric... |
| TH 2464               | 30 Aniversario                                     | 1987 | 1. Lobo Domesticado 2. No Me Tires la Primera Piedra 3. Volveré 4. El Santero 5. Lápiz de Carmín 6. Contigo Es Distinto 7. Señora 8. Medley Aniversario: Trucutú / Planté Bandera / Pa' Lante Otra Vez / Evelio y la Rumba |
| TH 2577               | El Jeque                                           | 1989 | 1. No Soy Automático 2. De Que Te Quejas 3. Mujer de Cartón 4. Que Pobre Amante Eres 5. Mi Cómplice 6. Doce Rosas 7. Tengo Que Pensar en Ti 8. Deje Señora |
| H1F-42345             | Enamorado... y Qué!                                | 1991 | 1. Enamorado... y Qué 2. Trago Fuerte y un Coctel 3. Que No Diría Yo 4. La Única 5. Medley: Yo Soy el Títere/Cumbele Maina/Doroteo/Soy Dichoso/Evelio Parte II 6. Necesito una Amiga 7. He Renunciado a Ti 8. Lo Que Más Quiero 9. Ni en un Millón de Años |
| 3070-1 RL             | Las 12 Grandes de Tommy Olivencia                  | 1991 | 1. Lobo Domesticado 2. No Soy Automático 3. Aunque Te Cases de Blanco 4. Doce Rosas 5. Lápiz de Carmín 6. Por Ella 7. Atrevida 8. Periquito Pin Pin 9. No Me Tires la Primera Piedra 10. El del Tabacón 11. El Santero 12. Dícelo a Él |
| TH 2967               | Haciendo Estrellas                                 | 1992 | 1. Cómo lo Hacen 2. Qué Dichoso Es 3. El del Tabacón 4. Como Sube la Gasolina 5. Primero Fui Yo 6. Rumba a los Santos 7. Lobo Domesticado 8. Pepe Esqueleto 9. Lo Dudo 10. Doce Rosas 11. Vuélvete a Mí 12. Atrevida |
|                       | Oro Salsero: 20 Éxitos                             | 1994 | 1. Como Sube la Gasolina 2. Mujeres Como Tú 3. Del Montón 4. El Antifaz 5. Atrevida 6. Cómo lo Hacen 7. Anita Tun-Tun 8. Como una Estrella 9. Misteriosa Mujer 10. Aléjate de Mí 11. Lo Dudo 12. Fiesta de Besos 13. Que Pobre Amante Eres 14. El del Tabacón 15. Doce Rosas 16. Lobo Domesticado 17. Lápiz de Carmín 18. Te Estoy Estudiando 19. Periquito Pin Pin 20. No Soy Automático |
|                       | Show                                               | 1996 | 1. Lobo Domesticado 2. El del Tabacón 3. No Soy Automático 4. Que Pobre Amante Eres 5. Lápiz de Carmín 6. Lo Dudo 7. Doce Rosas 8. Aléjate de Mí |
|                       | Oro Salsero: 10 Éxitos Vol. 1                      | 1997 | 1. Como Sube la Gasolina 2. Mujeres Como Tú 3. Del Montón 4. El Antifaz 5. Atrevida 6. Cómo lo Hacen 7. Anita Tun-Tun 8. Como una Estrella 9. Misteriosa Mujer 10. Aléjate de Mí |
|                       | Oro Salsero: 10 Éxitos Vol. 2                      | 1997 | 1. Lo Dudo 2. Fiesta de Besos 3. Que Pobre Amante Eres 4. El del Tabacón 5. Doce Rosas 6. Lobo Domesticado 7. Lápiz de Carmín 8. Te Estoy Estudiando 9. Periquito Pin Pin 10. No Soy Automático |
| PLY 557325            | Vive la Leyenda                                    | 1998 | 1. Recordando Detalles 2. Adivinanza 3. Ya lo Ves 4. Ya No Estás Aquí 5. Felicita (Oye Mi Canto) 6. Si Tú Te Vas 7. Así Es Que Me Gusta 8. Me Rindo 9. Amor Mío 10. Amigo Fiel |
| Universal 012157002-2 | Éxitos Vol. 1                                      | 1999 | 1. Atrevida 2. Del Montón 3. Primero Fui Yo 4. Como Sube la Gasolina 5. Mujeres Como Tú 6. Cómo lo Hacen 7. Como una Estrella 8. No Que No 9. Que Se Mueran de Envidia 10. Lo Dudo 11. Aha-Uhum 12. Te Estoy Estudiando |
| Universal 0121533802  | Serie Millennium 21                                | 1999 | 1. El Antifaz 2. Anita Tun-Tun 3. Como una Estrella 4. No Soy Automático 5. Fiesta de Besos 6. Lo Dudo 7. Si Tú Te Vas 8. Adivinanza 9. Cosas Nativas 10. Juana la Jicotea 11. Aléjate de Mí 12. Pancuco 13. Primero Fui Yo 14. Fantasía de Un Carpintero 15. El del Tabacón 16. Doce Rosas 17. Como Sube la Gasolina 18. Periquito Pin Pin 19. Del Montón 20. Recordando Detalles 21. Misteriosa Mujer                                                                                                 |
| Universal 0121599652  | Serie Sensacional: La Sensación de Tommy Olivencia | 2000 | 1. Lobo Domesticado 2. Periquito Pin Pin 3. Lápiz de Carmin 4. Te Vi 5. Mujeres Como Tú 6. Lo Dudo 7. No Que No 8. Fiesta de Besos |
| AJ-1176               | 40 Aniversario: En Vivo                            | 2002 | 1. Fire-Fire in the Wire-Wire 2. La Fiesta de Soneros 3. Trucutú 4. Historia de Un Condenado 5. El Negro Chombo 6. Medley de Boleros: Sin Compromiso/Tus Mejores Horas/Mi Desgracia 7. Atrevida 8. Planté Bandera 9. María la Belicosa 10. Doroteo 11. Tommy Olivencia Mix 12. Del Montón 13. Primero Fui Yo 14. Lo Dudo 15. Viajera 16. Si Tú Te Vas 17. No Me Tires la Primera Piedra 18. Lobo Domesticado 19. Evelio y la Rumba 20. Como Sube la Gasolina 21. Rumba a los Santos 22. Vengo del Monte |
| TH                    | Aniversario                                        | 2006 | 1. Planté Bandera 2. Rumba a los Santos 3. Aún No Es Tiempo 4. El del Tabacón 5. Trucutú 6. Qué Dichoso Es 7. Cómo lo Hacen 8. Lobo Domesticado 9. Lo Dudo 10. Evelio y la Rumba 11. Doce Rosas 12. Si Tú Te Vas 13. Periquito Pin Pin 14. Viajera 15. Adivinanza 16. La Fiesta de Soneros |
| Universal B0007277-02 | Pura Salsa                                         | 2006 | 1. Lobo Domesticado 2. Cómo lo Hacen 3. Periquito Pin Pin 4. No Me Tires la Primera Piedra 5. Como Sube la Gasolina 6. Atrevida 7. Mujeres Como Tú 8. Primero Fui Yo 9. Cosas Nativas 10. Los Golpes Enseñan 11. Del Montón 12. No Que No 13. Lápiz de Carmín 14. Lo Dudo |
| Universal 2786535062  | La Historia... Mis Éxitos                          | 2007 | 1. Cómo lo Hacen 2. El del Tabacón 3. Que Se Mueran de Envidia 4. No Soy Automático 5. Como Una Estrella 6. Del Montón 7. Doce Rosas 8. Lo Dudo 9. Aléjate de Mí 10. Adivinanza 11. No Que No 12. Recordando Detalles 13. Así Es Que Me Gusta 14. Contigo Es Distinto 15. Señora |
| Universal B0019600-02 | 12 Favoritas                                       | 2013 | 1. Primero Fui Yo 2. La Suplicante 3. No Soy Automático 4. Cómo lo Hacen 5. Como Una Estrella 6. Si Tú Te Vas 7. Los Golpes Enseñan 8. Cosas Nativas 9. Recordando Detalles 10. Periquito Pin Pin 11. Aléjate de Mí 12. Mujeres Como Tú |
|                       | La Trayectoria Musical Vol. 2                      |      | 1. Como Sube la Gasolina 2. Mujeres Como Tú 3. Del Montón 4. El Antifaz 5. Atrevida 6. Cómo lo Hacen 7. Anita Tun-Tun 8. Como Una Estrella 9. Misteriosa Mujer 10. Aléjate de Mí 11. El Negro Chombo 12. No Que No 13. El Santero 14. Evelio y la Rumba 15. Evelio Parte II |